# Aleksejs Saramotins
Aleksejs Saramotins (ur. 8 kwietnia 1982 w Rydze) – łotewski kolarz szosowy.

## Najważniejsze osiągnięcia
2005
- 1. miejsce w mistrzostwach Łotwy (start wspólny)

2006
- 1. miejsce w mistrzostwach Łotwy (start wspólny)

2007
- 1. miejsce w mistrzostwach Łotwy (start wspólny)
- 1. miejsce na 4. etapie Tour de Croatie
- 2. miejsce w Tallinn-Tartu GP

2008
- 1. miejsce na 1. etapie Circuit des Ardennes
- 1. miejsce na 3. etapie Okolo Slovenska
- 1. miejsce w Scandinavian Open
- 2. miejsce w Tour du Finistère
- 3. miejsce w Le Samyn

2009
- 1. miejsce w Grand Prix de la Ville de Lillers
- 1. miejsce w Druivenkoers Overijse
- 1. miejsce w Münsterland Giro
- 2. miejsce w Tartu GP

2010
- 1. miejsce w Grand Prix d’Isbergues
- 1. miejsce w mistrzostwach Łotwy (start wspólny)
- 2. miejsce w mistrzostwach Łotwy (jazda ind. na czas)

2012
- 1. miejsce w mistrzostwach Łotwy (start wspólny)

2013
- 1. miejsce w Tour du Doubs
- 1. miejsce w mistrzostwach Łotwy (start wspólny)
- 2. miejsce w mistrzostwach Łotwy (jazda ind. na czas)

2014
- 2. miejsce w mistrzostwach Łotwy (jazda ind. na czas)
- 2. miejsce w mistrzostwach Łotwy (start wspólny)

2015
- 1. miejsce w mistrzostwach Łotwy (start wspólny)

2016
- 2. miejsce w mistrzostwach Łotwy (jazda ind. na czas)
- 3. miejsce w Clásica de Almería
- 8. miejsce w Paryż-Roubaix

2017
- 1. miejsce w mistrzostwach Łotwy (jazda ind. na czas)

2018
- 2. miejsce w mistrzostwach Łotwy (start wspólny)

2019
- 2. miejsce w mistrzostwach Łotwy (jazda ind. na czas)
- 2. miejsce w mistrzostwach Łotwy (start wspólny)